# Uthinia albisignalis
Uthinia albisignalis là một loài bướm đêm trong họ Crambidae. Chúng thường được tìm thấy ở châu Á, gồm Ấn Độ, Indonesia và Đài Loan.